# Tomás de Vedia
Pas d'image ? Cliquez ici

a Compétitions nationales et continentales officielles uniquement.

b Matchs officiels uniquement.
Dernière mise à jour le 27 avril 2020.
Tomás de Vedia, né le 31 mai 1982 à Buenos Aires (Argentine), est un joueur de rugby argentin. Il joue en équipe d'Argentine, il évolue au poste d'ailier. C'est le fils d'un autre international argentin, Ricardo de Vedia.

## Carrière de joueur

### En club
- San Isidro Club  Argentine 2003-2006
- Saracens  Angleterre 2006-2007
- London Irish  Angleterre 2007-2009

### En équipe nationale
Il honore sa première cape internationale avec l'équipe d'Argentine le 26 mai 2007 contre l'équipe d'Irlande.

## Statistiques en équipe nationale
- 4 sélections en équipe d'Argentine entre 2005 et 2008
- 5 points (1 essai)
- Sélections par année : 1 en 2005, 2 en 2007, 1 en 2008